# Kabara (Syria)
Kabara – wieś w Syrii, w muhafazie Aleppo, w dystrykcie As-Safira. W 2004 roku liczyła 1110 mieszkańców.